# آوون پارک (فلوریدا)
آوون پارک (به انگلیسی: Avon Park) شهری در شهرستان هایلندز ایالت فلوریدا است که در سال ۱۸۹۱ بنیان‌گذاری شده‌است. این شهر طبق سرشماری سال ۲۰۱۰ میلادی، ۸٬۸۳۶ نفر جمعیت داشته و مساحت آن نیز ۱۴٫۶ کیلومتر مربع است.